# Сафаровська сільська рада (Учалинський район)
Сафа́ровська сільська рада (рос. Сафаровский сельский совет) — муніципальне утворення у складі Учалинського району Башкортостану, Росія. Адміністративний центр — село Сафарово.

## Населення
Населення — 1486 осіб (2019, 1653 в 2010, 1636 в 2002).

## Склад
До складу поселення входять такі населені пункти:
| Населений пункт      | Населення, осіб (2002) | Населення, осіб (2010) |
| -------------------- | ---------------------- | ---------------------- |
| Перший Май, присілок | 228                    | 184                    |
| Сафарово, село       | 1349                   | 1410                   |
| Шартим, присілок     | 59                     | 59                     |